# Salem Bin Laden
Salem M. bin Laden (Yeda, 4 de enero de 1946— San Antonio, 29 de mayo de 1988) (en árabe, سالم م. بن لادن ) fue un inversionista saudí. Uno de los hermanos mayores bin Laden (medio hermano y primo de Osama bin Laden, actuó como el patriarca de la Familia Bin Laden después de la muerte de su padre Mohammed bin Laden en 1967. Salem se hizo cargo del extenso portafolio de inversiones de la familia (que se cree de un valor alrededor de $216 mil millones de dólares).
Salem bin Laden, mediante de James R. Bath, un inversionista de la empresa Arbusto Energy, una pequeña empresa petrolera de la década de 1970 dirigida por un amigo íntimo de Bath, George W. Bush. Las conexiones políticas y la inusual muerte de Salem en un accidente en una aeronave ultraligera a las afueras de San Antonio (Texas) han sido citadas en varias teorías de conspiración.
Según un artículo periodístico del Fort Worth Star Telegram de 2001, Salem bin Laden falleció cuando chocó accidentalmente con líneas eléctricas de alto voltaje adyacentes al Campo de vuelo Kitty Hawk en Schertz, un suburbio al noreste de San Antonio, Texas. Asimismo, el artículo sostiene que Salem bin Laden falleció debido a las heridas ocasionadas cuando se estrelló la aeronave ultraligera Sprint tras el choque con el alambrado eléctrico y que no estaba usando un casco de seguridad en ese momento. La National Transportation Safety Board no llevó a cabo una investigación del accidente dado que se trataba de una aeronave ultraligera que no estaba cubierta en su mandato. La policía de Schertz que se presentó en el lugar del accidente sostuvo en su reporte que Salem murió en un accidente anormal. El mismo artículo noticiosos también contiene referencias a Osama bin Laden y a la Aviación Binladen.